# Lotnictwo NDH

Znak rozpoznawczy Sił Powietrznych Niepodległego Państwa Chorwackiego w latach 1941-1944

Znak rozpoznawczy Sił Powietrznych Niepodległego Państwa Chorwackiego w latach 1944-1945

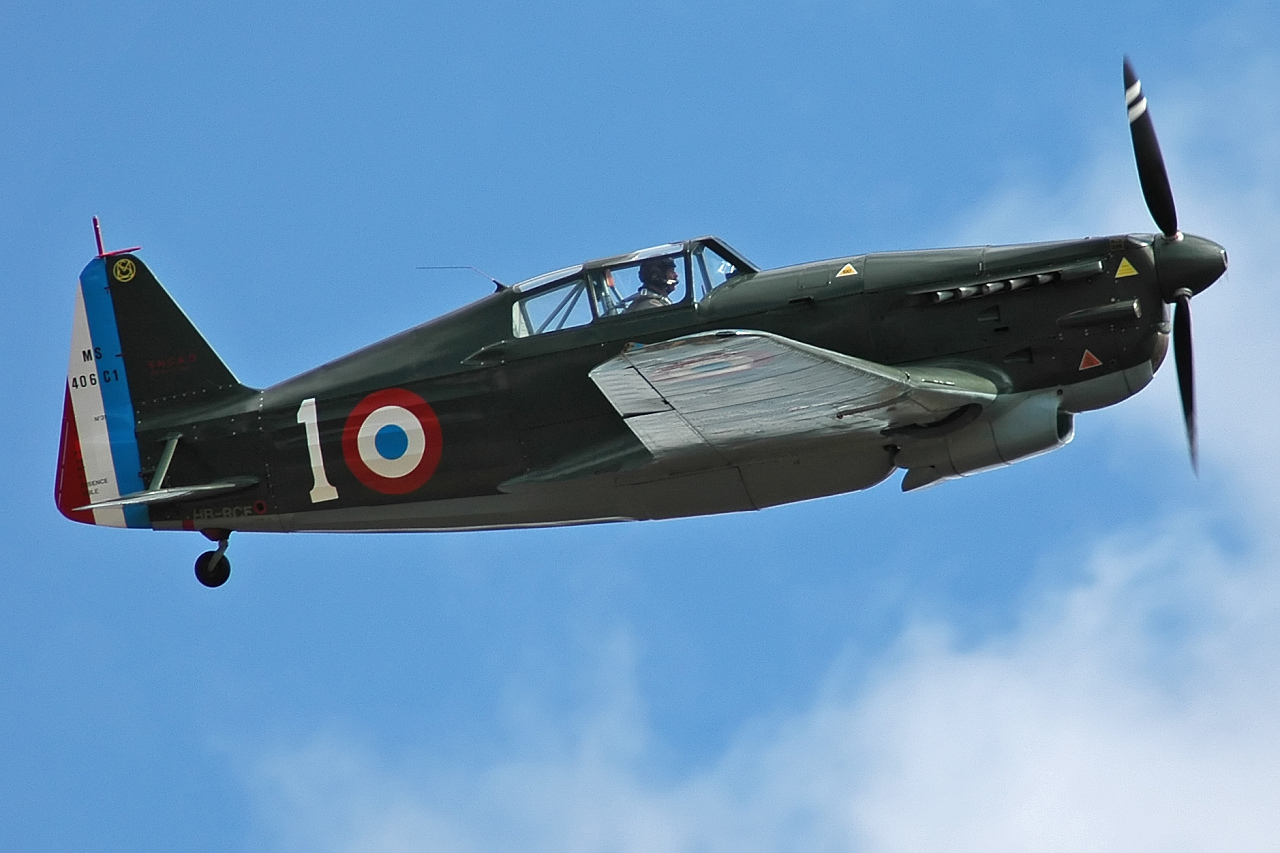
Morane-Saulnier M.S.406 był samolotem myśliwskim produkcji francuskiej. Duża ilość tych myśliwców została zdobyta przez Niemców po zajęciu Francji w czerwcu 1940 r., po czym przekazywane Lotnictwu NDH począwszy od 1943 r. Był to pod względem liczebności najważniejszy typ myśliwców walczących z samolotami alianckimi USSAF i RAF nad Chorwacją

Lotnictwo NDH (chor. Zrakoplovstvo NDH) – siły lotnicze Niepodległego Państwa Chorwackiego podczas II wojny światowej

## Historia

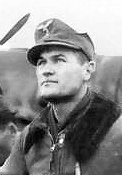
Chorwacki pilot Mato Dukovać przed jego myśliwcem Messerschmitt Bf 109G na froncie wschodnim w 1942 r. Był on jednym z najlepszych asów lotniczych Chorwackiego Legionu Lotniczego z 44 potwierdzonymi zwycięstwami nad samolotami sowieckimi

Po proklamowaniu Niepodległego Państwa Chorwackiego przez ustaszy 10 kwietnia 1941 r., rozpoczęło się tworzenie sił zbrojnych, w tym lotnictwa. Pierwszym dowódcą został płk Vladimir Kren, b. kapitan Królewskich Jugosłowiańskich Sił Lotniczych, który 4 kwietnia przeleciał do Grazu, deklarując się jako zwolennik ustaszy. Organizacja sił lotniczych była następująca:
- dowództwo
- służby techniczne
- służby zaopatrzeniowe
- departament sprawiedliwości
- sekcja medyczna
- sekcja oświatowa
- sekcja uzbrojenia
- dowództwo kwatery głównej
- dowództwo samolotów
- służby informacyjne
- artyleria przeciwlotnicza

Kadra Lotnictwa NDH wywodziła się w zdecydowanej większości z lotnictwa Jugosławii, podobnie jak samoloty i wyposażenie. Główne lotniska znajdowały się w Zagrzebiu, Sarajewie, Mostarze, Banja Luce i Zemunie, gdzie mieściły się zakłady lotnicze Ikarus i Zmaj.
Na pocz. maja 1941 r. Chorwaci wystąpili do Niemców z wnioskiem o dostarczenie 22 myśliwców Messerschmitt Bf 109, ale bez rezultatu. W czerwcu otrzymali zdobyte przez wojska niemieckie 8 lekkich bombowców Bristol Blenheim i 5 dwupłatowych bombowców Potez 25.
Pod koniec 1941 r. Lotnictwo NDH miało już 95 samolotów zgrupowanych w 4 grupach i 8 eskadrach lotniczych. Od końca lata uczestniczyły one w atakach na oddziały partyzantów (najbardziej przydatne w takich działaniach okazały się dwupłatowe lekkie bombowce Breguet 19 i Potez 25). Pierwsze misje lotnicze kosztowały Chorwatów po 1 Breugecie i Potezie zniszczonych podczas lądowań po trafieniu z karabinów przez partyzantów. Do bombardowań wsi i linii komunikacyjnych, opanowanych lub użytkowanych przez partyzantów, używano najczęściej cięższych bombowców Fokker F.IX (w wersji F.39) i Savoia-Marchetti SM.79. Prowadzono też loty rozpoznawcze, podczas których starano się wykryć w lasach lub górach zgrupowania partyzanckie. Lekkie samoloty służyły do lotów kurierskich pomiędzy wojskami w terenie i ich dowództwami. Było to bardzo ważne z powodu małej liczby radiostacji w oddziałach chorwackich. Działania antypartyzanckie kontynuowano do końca 1941 r. Najczęściej wspierano własne oddziały we wschodniej i zachodniej Bośni. Słabo wyposażone okazały się początkowo siły myśliwskie Lotnictwa NDH (4 ex-jugosłowiańskie Ikarus IK-2, 7 dwupłatowych Avia BH-33 i 1 Hawker Fury), ale nie były one zmuszone do intensywnych działań lotniczych. Zimą 1941 r. samoloty NDH zasłużyły się w zaopatrywaniu oblężonego przez partyzantów garnizonu Visegrada.

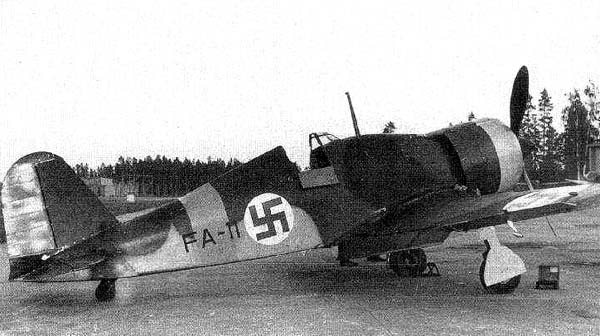
Włoski samolot myśliwski Fiat G.50 był pierwszym w miarę nowoczesnym typem myśliwca Lotnictwa NDH. Samolot na zdjęciu z oznaczeniami Fińskich Sił Lotniczych

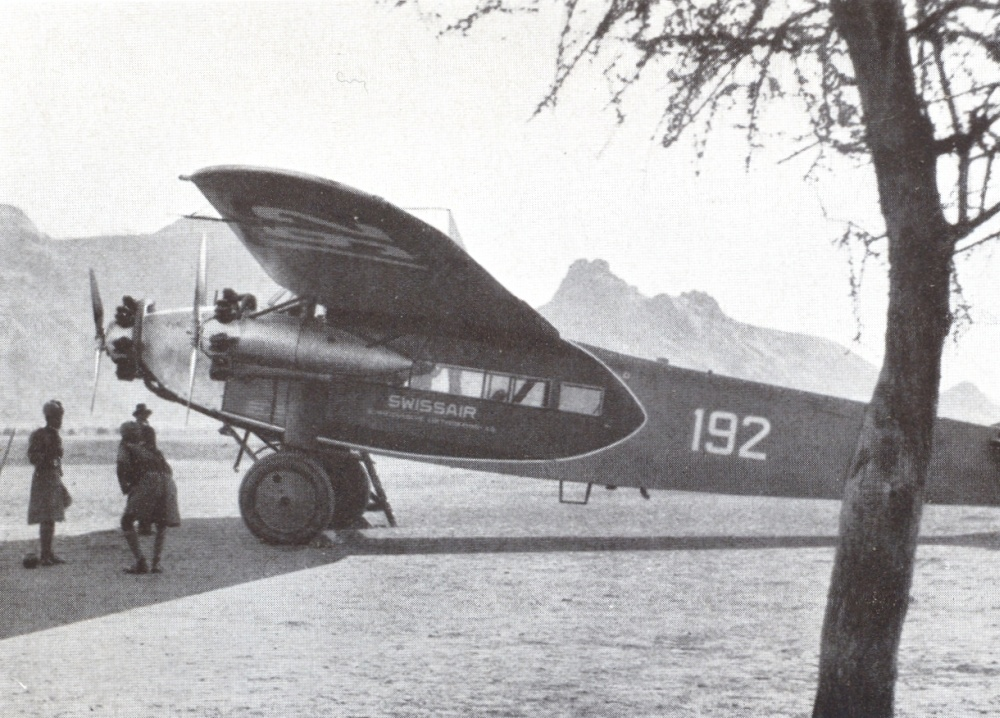
Fokker F.VII był 3-silnikowym samolotem transportowym produkcji holenderskiej. Od 1942 r. 9 takich maszyn, wybudowanych w zakładach Avii w Pradze służyło w Lotnictwie NDH

W ciągu 1942 r. działania antypartyzanckie zintensyfikowały się, obejmując całość terytorium NDH. Chorwaci wraz z Włochami i Niemcami zdawali sobie sprawę z niebezpieczeństwa, dlatego zaplanowali kilka dużych operacji antypartyzanckich z poważnym wsparciem lotniczym. W I poł. 1942 r. Lotnictwo NDH otrzymało kolejne partie samolotów, w tym 10 nowych średnich bombowców Caproni Ca.311, 20 samolotów szkoleniowych AVIA FL.3, 10 myśliwców Fiat G.50 (1 w wersji szkoleniowej 2-osobowej). Poza tym nowe samoloty zaczęły produkować zakłady Ikarusa w Zemunie. Wyremontowały one ponadto ex-jugosłowiańskie 11 bombowców Dornier Do 17, 3 lekkie bombowce Bristol Blenheim Mk 1, 1 bombowiec Caproni Ca.310 oraz 15 samolotów szkolno-treningowych Rogožarski P.V.T. i 11 Rogožarski R.100, przystosowanych do roli samolotów szturmowych. Z zakładów Avii w Pradze Niemcy przekazali 7 samolotów transportowych Fokker F.VII, 1 Fokker F.IX i 1 Fokker F.XVIII.
Dzięki tym dostawom została ostatecznie zakończona organizacja Lotnictwa NDH, składającego się z:
- 1 Grupy Lotniczej w Zagrzebiu (1, 2, 3 i 19 Eskadry Lotnicze),
- 2 Grupy Lotniczej w Sarajewie (4, 5 i 6 Eskadry Lotnicze),
- 3 Grupy Lotniczej w Sarajewie (7, 8 i 9 Eskadry Lotnicze),
- 6 Grupy Lotniczej w Banja Luce (13, 16, 17 i 18 Eskadry Lotnicze).

Na pocz. 1942 r. doszło do kolejnej akcji dostarczania żywności, broni i wyposażenia wojskowego do oblężonego garnizonu w Rogaticy. Spisały się podczas niej samoloty Breuget 19 i Potez 25, lądujące pod nieprzyjacielskim ogniem na zaimprowizowanych lądowiskach. W ten sposób utracono Poteza 25 (cała załoga zginęła) i Fokkera F.IX. Garnizonowi Rogaticy udało się jednak utrzymać do czasu nadejścia wojsk niemiecko-chorwackich 17 kwietnia.
Większość misji bojowych nad Bośnią wykonywały samoloty 2 i 3 Grup Lotniczych z Sarajewa, które było w tym czasie najsilniejszą bazą lotniczą Lotnictwa NDH. Natomiast samoloty z 1 Grupy Lotniczej z Zagrzebia działały przeciwko partyzantom w zachodniej Slawonii, a także Bośni. We wrześniu i październiku 1942 r. intensywnie działały Bristol Blenheimy z 8 Eskadry Lotniczej oraz Dorniery Do 17 z 3 i 9 Eskadr, atakując pozycje partyzanckie w rejonie Bihacia, Bugojno, Livno i Duvno w Bośni. Wobec intensyfikacji działań na tym obszarze sformowano 6 Grupę Lotniczą w Banja Luce. Rozpoczęto loty zwiadowcze i bombowe w głąb terytoriów partyzanckich, bombardując stacje kolejowe, ruch na drogach, magazyny żywnościowe itp.
W grudniu 1942 r. do Chorwacji powróciła z frontu wschodniego doświadczona eskadra bombowa Chorwackiego Legionu Lotniczego w składzie 9 bombowców Dornier Do 17. Została ona przemianowana na 1./(Kroat.)KG. Wzmocniła ona wydatnie siły Lotnictwa NDH.
Do końca 1942 r. Lotnictwo NDH miało na swoim koncie 4,8 tys. lotów, w tym 30% bojowych. Stracono 35 samolotów różnych typów, w tym 19 od ognia nieprzyjacielskiego z ziemi, 12 z powodu wypadków, zaś 4 zdezerterowały. Były to 2 przeloty pilotów chorwackich na stronę partyzantów (Breuget 19 i Potez 25) oraz 2 ucieczki do Turcji (2 Bristol Blenheimy). Łączna liczba samolotów Lotnictwa NDH wynosiła 191, zgrupowanych w 14 eskadr lotniczych.
W skład Sił Lotniczych NDH wchodził też oddział spadochronowy. Zapoczątkowała go w styczniu 1942 r. 120-osobowa 1 Spadochronowa Kompania Lekkiej Piechoty w Koprivnicy. Miała na wyposażeniu 3-silnikowe samoloty transportowe Fokker F.VII. Chorwaccy spadochroniarze byli uzbrojeni w karabiny ręczne, lekkie karabiny maszynowe i lekkie moździerze. Po przeszkoleniu pierwsze taktyczne skoki 45 skoczków spadochronowych zademonstrowało 6 lipca 1943 r. na lotnisku Borongaj w Zagrzebiu. W listopadzie tego roku spadochroniarze wzięli udział w walkach z partyzantami, którzy siłami trzech brygad zaatakowali Koprivnicę. W czerwcu 1944 r. kompania została przeorganizowana w 1 Lekki Batalion Piechoty Spadochronowej, stacjonujący w Zagrzebiu.
W 1943 r. dowództwo Lotnictwa NDH zamierzało zmienić wszystkie przestarzałe samoloty na nowe produkcji niemieckiej i włoskiej. Włosi odmówili jednak dostarczenia myśliwców Macchi MC.200 i Macchi MC.202 ze względu na własne potrzeby frontowe. Dostarczyli jedynie 34 przestarzałych ex-jugosłowiańskich dwupłatowców Bücker Bü 131 i 25 SAIMAN 200. Niemcy przekazali natomiast 30 bombowców Dornier Do 17E.
Sytuacja wewnętrzna na terytorium NDH coraz bardziej komplikowała się. Partyzanci rozszerzali wyzwolone przez siebie obszary, tworząc bardzo duże terytoria pod swoją całkowitą kontrolą na zachód od rzek Neretva i Bosna (zwane "Państwem Tito"). Siły partyzanckie systematycznie rosły. Miały na uzbrojeniu coraz więcej broni maszynowej i artylerii. 20 stycznia 1943 r. Niemcy rozpoczęli operację antypartyzanckę "Fall Weiss", wspieraną m.in. przez samoloty chorwackie z 2, 3 i 6 Grup Lotniczych. Dokonywały one rajdów bombowych w głąb obszarów opanowanych przez partyzantów. Pod koniec działań antypartyzanckich w bazie lotniczej w Banja Luce została sformowana nowa 5 Grupa Lotnicza. W poł. 1943 r. Chorwaci wspierali z powietrza kolejną operację antypartyzancką "Fall Schwarz" w centralnej Chorwacji.
10 sierpnia 1943 r. oddziały partyzanckie przeprowadziły nocny atak na lotnisko Rajlovac w Sarajewie. Udało im się zniszczyć 10 średnich bombowców chorwackich, oprócz 5 samolotów Luftwaffe. Władze NDH zwróciły się do Niemców o wydzielenie jednostek do ochrony ich baz lotniczych.
Od poł. 1943 r. nad Bałkanami zaczęło operować lotnictwo alianckie. Chorwaci zdawali sobie sprawę z grożącego niebezpieczeństwa, dlatego zwrócili się do Niemców o dostawę co najmniej dwóch eskadr lotniczych Messerschmittów Bf 109. W odpowiedzi Luftwaffe przekazało w październiku 36 zdobycznych myśliwców francuskich Morane-Saulnier MS.406 i kolejny tuzin w grudniu. Ponadto Niemcy dostarczyli 25 sportowych Beneš-Mráz Be-50 Beta-Minor do celów łącznikowych i kurierskich, gdyż wyposażenie Lotnictwa NDH w radiostacje nadal było słabe.
30 czerwca nad terytorium NDH przeleciała pierwsza amerykańska wyprawa bombowa 61 ciężkich bombowców Consolidated B-24 Liberator z IX Dowództwa Bombowego w celu zbombardowania austriackiego miasta Wiener Neustadt. Chorwacka artyleria przeciwlotnicza z 3 Grupy Przeciwlotniczej otworzyła ogień w rejonie Slavonskiego Broda, zestrzeliwując 1 bombowiec.
Po ogłoszeniu przez Włochy rozejmu na pocz. września 1943 r., Chorwaci przejęli na lotniskach w Mostarze i Zadarze ok. 60 samolotów (myśliwce Fiat G.50 i Fiat CR.42, bombowce CANT Z.1007 i Fiat BR.20), a także 33 silniki.
Wyjście Włochów z wojny wiązało się też z zagrożeniem inwazji alianckiej na wybrzeżach Dalmacji. Stąd 1./(Kroat.)KG rozpoczął loty patrolowe 2 x dziennie nad centralnym i południowym Adriatykiem. 10 października doszło do pierwszego starcia z samolotem alianckim. Chorwacki Dornier Do 17 u wybrzeży południowych Włoch został przechwycony przez 8 brytyjskich myśliwców Supermarine Spitfire Mk.VIII, po czym zestrzelony. Jeden samolot RAF został trafiony i rozbił się na morzu. Po tym wydarzeniu loty patrolowe ograniczono do wybrzeży.
Pod koniec 1943 r. stan liczebny Lotnictwa NDH wynosił ogółem 295 samolotów. 61 zostało zniszczonych lub miało wypadki, zaś 5 zdezerterowało.
Na pocz. 1944 r. dowództwo Lotnictwa NDH utworzyło 11 Grupę Lotniczą (21, 22 i 23 Eskadry Lotnicze) w celu obrony przed rajdami bombowymi samolotów alianckich. Była ona wyposażona w najnowocześniejsze u Chorwatów myśliwce Morane-Saulnier M.S.406 i Fiat G.50.
Latem 1944 r. z frontu wschodniego powróciła reszta Chorwackiego Legionu Lotniczego. Została ona przemianowana na Kroat. JGr 1, 2./(Kroat.)JGr i 3./(Kroat.)JGr. Piloci 2./(Kroat.)JGr otrzymali wkrótce 12 całkowicie nowych myśliwców Macchi C.202. Przez całą służbę nosiły one oznaczenia Luftwaffe. Natomiast 3./(Kroat.)JGr otrzymała myśliwce Macchi C.200 i Fiat CR.42. Rozpoczęły one loty bojowe przeciwko samolotom USAAF i RAF, działającym nad Chorwacją. Odniosły ok. 20 zwycięstw powietrznych, pomimo tego, że alianckie myśliwce North American P-51 Mustang i Republic P-47 Thunderbolt zdecydowanie nad nimi górowały. Same jednak poniosły duże straty w powietrzu i na ziemi. Siłę nowych jednostek lotniczych powiększyło wkrótce 6 myśliwców Macchi C.202 i 4 Macchi C.205 oraz 21 Messerschmitt Bf 109G, a nawet między 8 a 12 torpedowo-rozpoznawczych Fieseler Fi 167.
W II poł. 1944 r. dramatycznie pogorszyło się położenie strategiczne NDH, co było związane z przejściem Rumunii i Bułgarii na stronę aliantów, a także wkroczeniem Armii Czerwonej na Bałkany. Siły partyzanckie zgrupowane w armie i brygady stale rosły w siłę, co częściowo wiązało się z rosnącymi dezercjami z wojsk chorwackich. W rezultacie w Bośni partyzanci rozpoczęli atakowanie coraz silniejszych garnizonów chorwackich i niemieckich. 20 września 1944 r. z zaskoczenia zajęli Banja Lukę, gdzie na lotnisku Zaluzani przejęli 11 niesprawnych samolotów. Sprawne samoloty w ostatniej chwili zdołały się ewakuować, startując po części już pod ogniem karabinów maszynowych. Kilka dni później miasto zostało odzyskane w wyniku ciężkiego kontrataku.
Koniec 1944 r. okazał się katastrofalny dla Lotnictwa NDH. Straty wyniosły ogółem 234 samoloty, w dużej części w wyniku ataków na ziemi. W rezultacie na pocz. 1945 r. liczebność samolotów wynosiła 196 samolotów, w tym 17 Messerschmittów Bf 109G, 12 Morane-Saulnier M.S.406, 7 Fiatów G.50 i 2 Fiaty CR.42.
Na pocz. 1945 r. trwały kolejne dostawy z Niemiec. Do poł. marca Chorwaci otrzymali 23 myśliwce Messerschmitt Bf 109G i Ks, 3 Morane-Saulnier M.S.406, 6 Fiat G.50 i 2 ciężkie myśliwce Messerschmitt Bf 110G. Poprawiło to nieco stan Sił Lotniczych NDH.
Ostatnia misja bojowa Chorwatów miała miejsce 6 maja 1945 r., kiedy 2 całkowicie przestarzałe dwupłatowce Rogožarski R-100 zbombardowały most kolejowy na rzece Kupa. Jeden z samolotów został zestrzelony, a jego załoga rozstrzelana.
Podczas zajmowania Zagrzebia przez komunistyczne wojska jugosłowiańskie Josipa Broz Tity na pocz. maja 1945 r., wszyscy piloci chorwaccy zostali zebrani na lotnisku Lucko, po czym zwolniono ich z przysięgi wierności wobec NDH, dzięki czemu mogli odlecieć, gdzie chcieli. Część z nich przeleciała do Włoch i na pozycje alianckie, część do partyzantów.

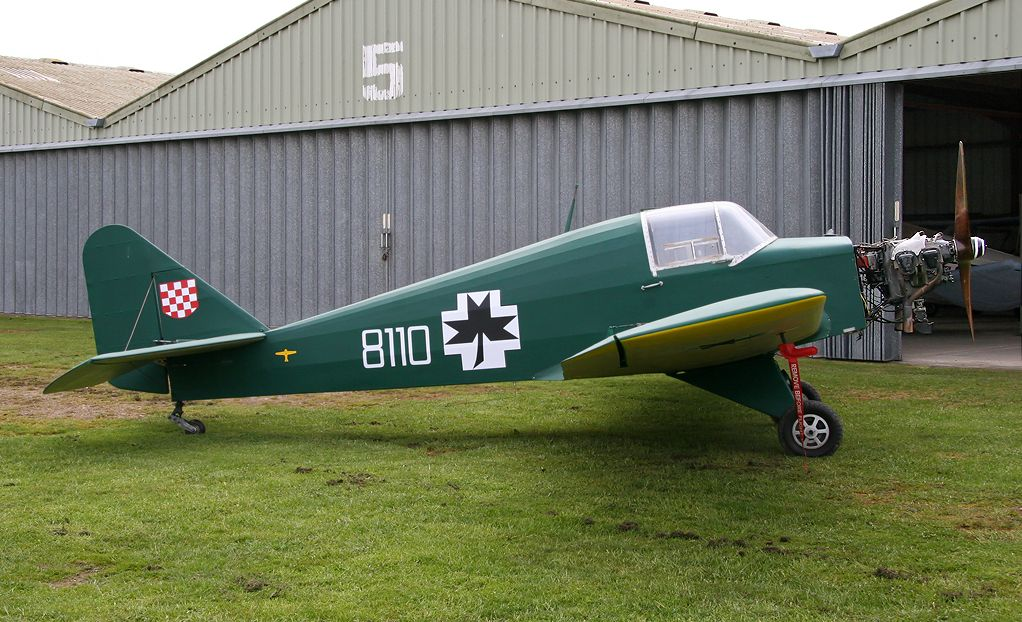
Odrestaurowana AVIA FL.3 z oznaczeniami Lotnictwa NDH. Chorwackie Siły Lotnicze miały na wyposażeniu od 1942 r. 20 takich samolotów, 10 w wersji z otwartym kokpitem i 10 z zakrytym

## Dowódcy
- Vladimir Kren (1941 - 1943)
- Adalbert Rogulja (1943 - 1944)
- Vladimir Kren (1944 - 1945)

## Typy samolotów Lotnictwa NDH
- Samoloty myśliwskie
  - Messerschmitt Bf 109 (ponad 50)
  - Morane-Saulnier MS.406 (ok. 50)
  - Fiat G.50 (ponad 15)
  - Macchi MC.202 (18)
  - Macchi MC.205 (4)
  - Fiat CR.42 (ponad 10)
  - Messerschmitt Bf 110 (2)
  - Ikarus IK-2 (4)
- Samoloty bombowe
  - Dornier Do 17 (62)
  - Bristol Blenheim (8)
  - Savoia-Marchetti SM.79 (1)
  - CANT Z.1007 (10)
  - Fiat BR.20 (6)
  - Fokker F.39 (1)
  - Caproni Ca.310 (7)
  - Caproni Ca.311/313/314 (16)
- Samoloty zwiadowcze i łącznikowe
  - Breguet 19 (ok. 50)
  - Potez 25 (ponad 40)
  - Fieseler Fi 156 (11)
  - De Havilland Puss Moth (2)
  - RWD-13 (1)
- Samoloty szkolno-treningowe
  - Avia BH-33 (1)
  - Beneš-Mráz Be-50 Beta-Minor (25)
  - Bücker Bü 181 (22)
  - SAIMAN 200 (25)
  - SAIMAN 202 (2)
  - AVIA FL.3 (20)
  - Rogožarski SIM-XI (1)
  - Rogožarski SIM-X (1)
  - Rogožarski P.V.T-H (15)
  - Ikarus MM-2 (1)
  - Rogožarski R-100 (11)
  - Bücker Bü 131 (46)
  - Bücker Bü 133 (10)
  - Zmaj Fizir FN (20)
  - Zmaj Fizir FP.2 (23)
- Samoloty torpedowo-bombowe
  - Fieseler Fi 167 (pomiędzy 8 a 12)
  - Samoloty transportowe
  - Fokker F.VII (7)
  - Fokker F.IX (2)
  - Junkers W 34 (4)
  - Airspeed Envoy (2)